# Werner Wolf-Holzäpfel
Werner Wolf-Holzäpfel (* 1957 in Ludwigsburg) ist ein deutscher Architekt und Architekturhistoriker.

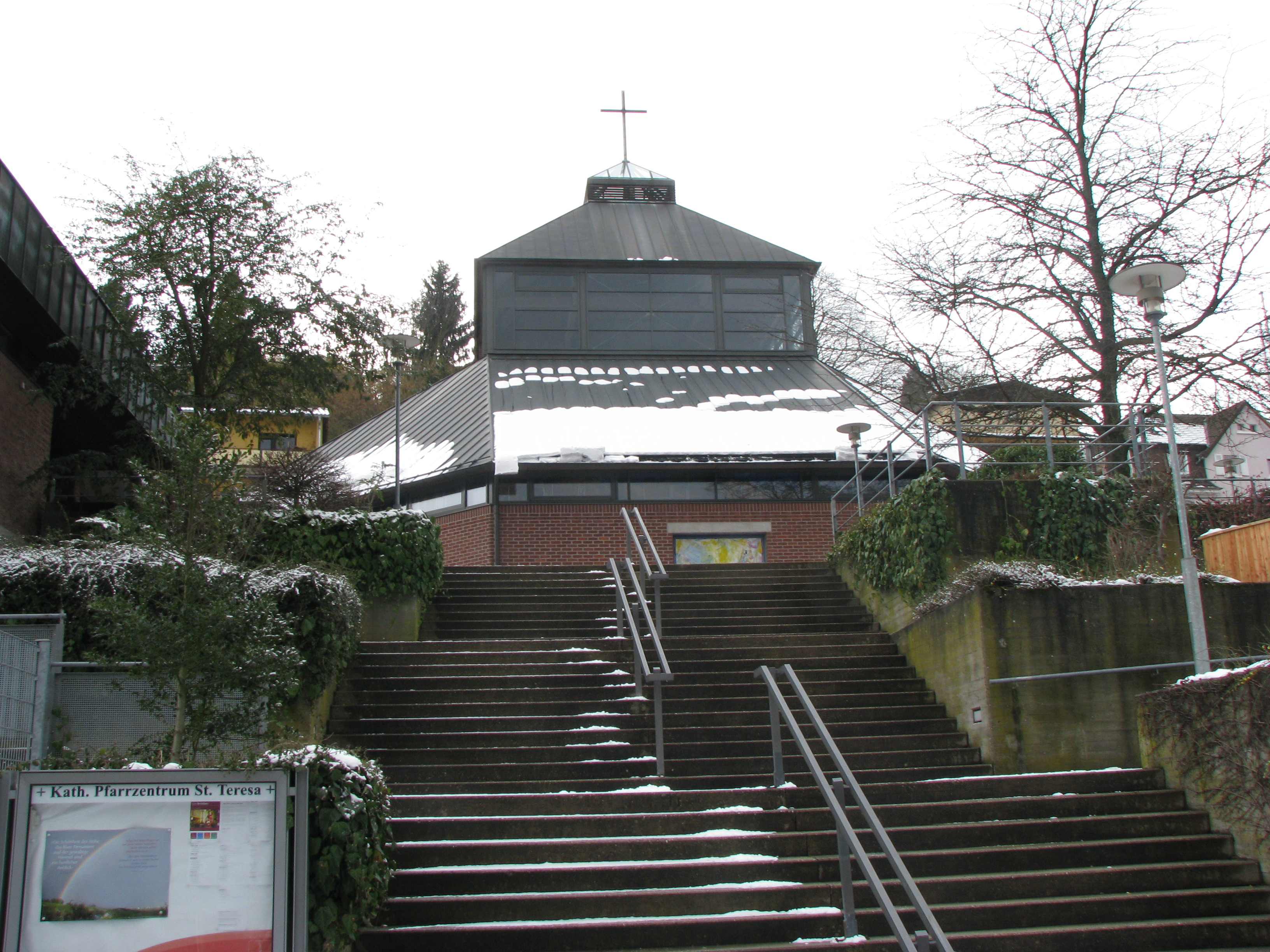
St. Teresa in Heidelberg-Ziegelhausen

Werner Wolf-Holzäpfel studierte Architektur an der Universität Karlsruhe. Ab 1987 war er stellvertretender Leiter des Erzbischöflichen Bauamtes Heidelberg des Erzbistums Freiburg, seit Februar 2009 ist er dessen Leiter. 1999 wurde er mit einer architekturhistorischen Arbeit zum Werk des Architekten Max Meckel an der Universität Karlsruhe zum Dr.-Ing. promoviert.

## Bauten

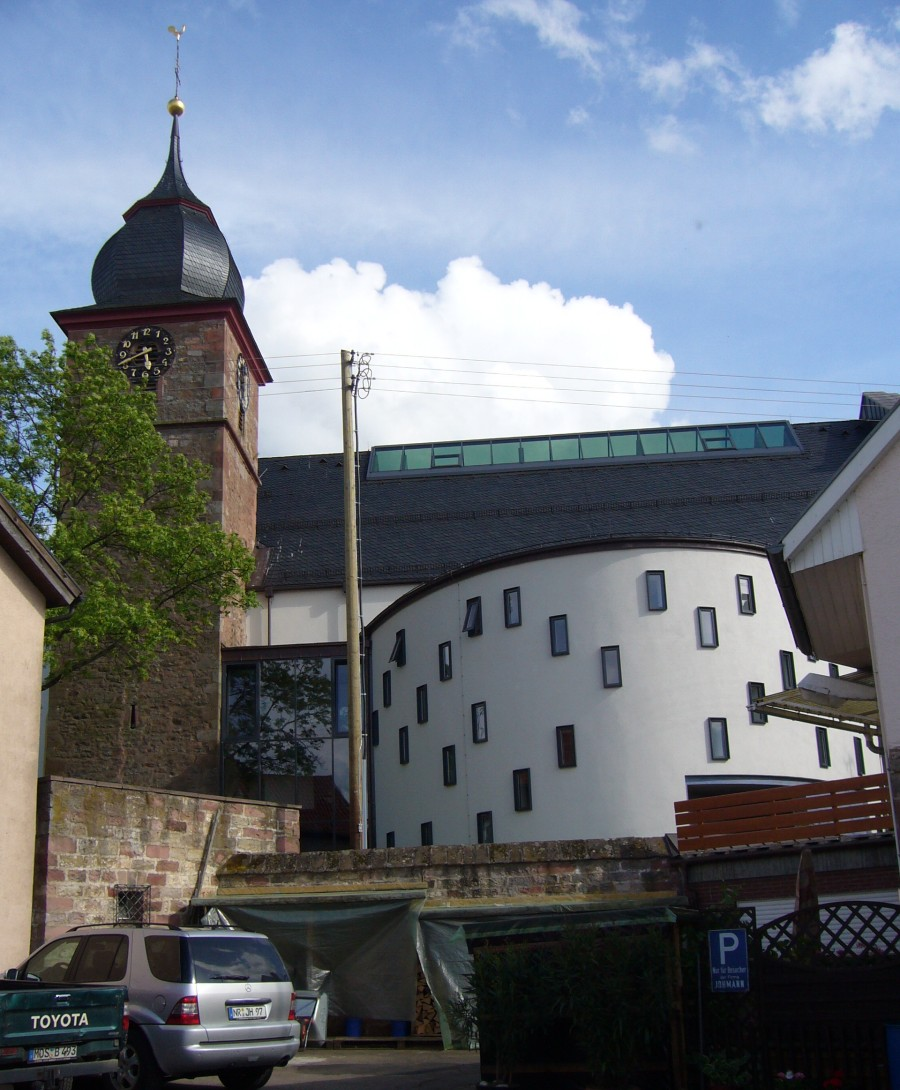
St. Valentin in Limbach

- 1989–91 mit Ludwig Fleige: Maria-Königin-Kirche in Mannheim
- 1995–97: St. Teresa in Heidelberg-Ziegelhausen
- 2004–07: Wiederaufbau von St. Valentin in Limbach

## Veröffentlichungen (Auswahl)
- Katholischer Kirchenbau in Mannheim von 1874 bis heute. Zur Geschichte des Sakralbaus in Nordbaden im 19. und 20. Jahrhundert. Brandt, Mannheim 1999, ISBN 3-926260-45-9.
- 125 Jahre Erzbischöfliches Bauamt Heidelberg. Zur Geschichte des Kirchenbaus in Nordbaden 1874–1998. In: Freiburger Diözesan-Archiv 119, 1999, S. 371–399 (Digitalisat).
- Der Architekt Max Meckel 1847–1910. Studien zur Architektur und zum Kirchenbau des Historismus in Deutschland (= Materialien zu Bauforschung und Baugeschichte 10). Kunstverlag Josef Fink, Lindenberg 2000, ISBN 3-933784-62-X
- Katholische Kirchen. In: Mannheim und seine Bauten 1907–2007. Band 3: Bauten für Bildung, Kultus, Kunst und Kultur. Mannheim 2002, ISBN 3-923003-85-4.
- Kirchenbau und religiöse Kunst. Die historische und künstlerische Entwicklung von den Anfängen des Erzbistums bis in die Gegenwart, Kap. 3: Kirchenbau und christliche Kunst in der Zeit zwischen den Weltkriegen. In: Heribert Smolinsky (Hrsg.): Geschichte der Erzdiözese Freiburg Band 1. Herder, Freiburg 2008, ISBN 978-3-451-28619-3, S. 524–536. 589.
- Pfarrkirche St. Teresa Heidelberg-Ziegelhausen. Kunstverlag Josef Fink, Lindenberg 2008, ISBN 978-3-89870-495-3.
- Münster St. Jakobus im Schwarzwald. Kunstverlag Josef Fink, Lindenberg 2010, ISBN 978-3-89870-609-4

| Personendaten    | Personendaten                                 |
| ---------------- | --------------------------------------------- |
| NAME             | Wolf-Holzäpfel, Werner                        |
| KURZBESCHREIBUNG | deutscher Architekt und Architekturhistoriker |
| GEBURTSDATUM     | 1957                                          |
| GEBURTSORT       | Ludwigsburg                                   |